# Thubten Woyden Phala
Thubten Woyden Phala (Lhasa, 1911 - Zwitserland, 1985) was een Tibetaans politicus en militair.

## Familie
Hij was de oudste zoon van Kusho Phuntsok Namgyal die in 1932 met pensioen ging. Sindsdien stond hij aan het hoofd van de Phala-familie die landerijen bezat in de buurt van Gyantse.

## Loopbaan
In 1929 trad hij als monnikfunctionaris toe tot de regering van historisch Tibet. Hij was verantwoordelijk voor de inning van graan voor het Tibetaanse leger tot hij in 1939 werd benoemd tot Tsen-drön (5e rang).
In augustus 1942 werd hij bevorderd tot Khen-chhung (4e rang) en benoemd tot commissaris voor Noord-Tibet (Chang-chi). In april 1947 werd hij benoemd tot
hofmaarschalk (Drönyer Chhem-po)

## Standpunt in de strijd van de Khampa's
Tibetaans Khampa-rebellenleider Gönpo Tashi Andrugtsang benaderde Phala in 1958. Phala bood hem echter geen hulp. Volgens Phala zou rebellie nutteloos zijn. Hij vertelde hem dat de helft van het Tibetaanse kabinet de voorkeur had om samen te werken met de Chinezen. Ook vond Phala dat de dalai lama geen morele steun kon schenken aan een beweging die zich toelegde op geweld.
Het beeld van Phala uit deze tijd wisselt. Terwijl rebellen hem een negatieve rol vonden spelen, verleende Phala wel degelijk steun aan de verzetacties, volgens John Kenneth Knaus die gedurende veel jaren de leiding had in de CIA-operaties. Hiervan stelde Phala volgens Knaus de dalai lama niet van in kennis.

## Ballingschap
In maart 1959, tijdens de opstand in Tibet, begeleidde hij de veertiende dalai lama naar Indiaas ballingschap, waarna hij zelf ook niet terugkeerde naar Tibet. Hij overleed in 1985 in Zwitserland.
- Gemeinsame Normdatei: 128515783
- International Standard Name Identifier: 0000 0000 3406 138X
- Library of Congress Control Number: n97924499
- Virtual International Authority File: 62602149
- WorldCat: E39PBJd3HD4C9t8BVGymvtHKVC